# たぁぽん
たぁぽん は、日本のイラストレーター、漫画家。

## 人物
兵庫県出身。2004年に商業誌デビュー。自身が飼っている猫をテーマとする漫画作品や猫関係の話題をメインにした漫画作品を世に出していることで知られている。
2021年現在は大都社・秋水社の『ねことも』等の漫画誌や自身のブログにて作品を連載している。過去にはやぶんか社の『本当にあった笑える話』や　ホーム社『ねこねこ横丁』にも掲載。既婚者である。

## 作品リスト
- 『にゃんコといっしょ』あおば出版〈あおばコミックス〉、2007年2月28日発行、ISBN 978-4873179414
- 『とらぶるニャンコ』ぶんか社〈ぶんか社コミックス〉、2010年4月14日発行、ISBN 978-4-8211-8983-0
- 『おきらくニャンコ』ぶんか社〈ぶんか社コミックス〉、2012年2月14日発行、ISBN 978-4-8211-7251-1）
- 『きまぐれニャンコ』ぶんか社〈ぶんか社コミックス〉、2014年2月14日発行、ISBN 978-4-8211-7532-1）
- 『ふしぎにゃんコの行動学』大都社〈ダイトコミックス〉、2014年7月25日発行、ISBN 978-4-86495-057-2
- 『くうねるニャンコ』ぶんか社〈ぶんか社コミックス〉、2015年11月14日発行、ISBN 978-4-8211-7767-7
- 『猫マスターへの道』集英社〈マーガレットコミックスDIGITAL〉、2015年2月1日発売、電子書籍
- ふしぎにゃんコの行動学（ペット宣言、秋水社ORIGINAL、2016年3月3日 - 3月24日発売、電子書籍、全10話）
- 『うちのにゃんコはくだものだもの』集英社〈マーガレットコミックスDIGITAL〉、2017年2月24日発売、電子書籍
- 『植えこみに刺さっていた子猫を飼うことにした。』ぶんか社、2017年11月10日発行、ISBN 978-4-8211-4470-9
- 『こんにちは、キジ猫です。』大都社〈ダイトコミックスPET〉、2021年4月26日発売、ISBN 978-4-86495-433-4
- 『不思議にゃんコの心理学』大都社〈ダイトコミックス〉、既刊2巻
  1. 2024年1月25日発売[2]、ISBN 978-4-86495-647-5
  2. 2024年10月24日発売[3]、ISBN 978-4-86495-697-0